# Sverre Strandli
Sverre Gunnar Strandli (Brandval, 30 novembre 1925 – Charlottenberg, 4 marzo 1985) è stato un martellista norvegese.

## Palmarès

### Europei
- 2 medaglie:
  - 1 oro (Bruxelles 1950 nel lancio del martello)
  - 1 argento (Berna 1954 nel lancio del martello)